# Ligue vénézuélienne de baseball professionnel 2012-2013
 (octobre 2012).
Si vous disposez d'ouvrages ou d'articles de référence ou si vous connaissez des sites web de qualité traitant du thème abordé ici, merci de compléter l'article en donnant les références utiles à sa vérifiabilité et en les liant à la section « Notes et références ».
La saison de la Ligue de baseball professionnel vénézuélien 2012-2013 est la 65e édition de ce tournoi. 

## Histoire
Elle a commencé le 11 octobre 2012. Au total, huit équipes ont participé à la compétition comme dans la saison précédente. Les cinq meilleures équipes dans la ronde régulière ont obtenu un quota direct.
Le tournoi a été joué cette saison-là en l'honneur de Luis Aparicio Ortega, qui a joué dans la Ligue majeure entre 1931 et 1954 avec des équipes comme Magellan, des Aînés et Vargas Gavilanes, en plus d'être responsable de la Aguilas del Zulia et père de joueur de champ intérieur Luis Aparicio. 